# Чёрный мост (Павловск)
Чёрный мост — переправа в виде моста-плотины через реку Славянку в Павловском парке на территории одноимённого государственного музея-заповедника. Сооружён в конце XVIII века.
Является памятником архитектуры федерального значения.

## История
Чёрный мост сооружён в 1780 году. Его первые чертежи сделал архитектор Чарльз Камерон — создатель всего паркового ансамбля. В соответствии с видением Камерона, под мостом была устроена плотина, чтобы избежать его разрушения. Впоследствии сооружение было перестроено архитектором Винченцо Бренной в 1799 году.
Изначально настил моста был деревянным, а перила сделаны из чёрного нержавеющего чугуна, который поставлялся для Павловска Ижорским заводом, и украшены ажурной кованной решёткой. Позднее перила были перенесены на другой мост, однако переправа сохранила название Чёрный мост.
Плотина под мостом представляла собой ряд щитов, вставляемых в пазы вертикальных стоек под мостом. Их поднимали или опускали для регулировки уровня воды в реке.